# 6e division d'infanterie (Pologne)
La  6e division d'infanterie est une des divisions d'infanterie de l'Armée polonaise durant la Seconde Guerre mondiale.

## Théâtres d'opérations
- 1er septembre au 6 octobre 1939 : campagne de Pologne.
- Reconstituée en Union soviétique dans le cadre des accords Sikorski-Maïski, elle ne sera pas transférée au Moyen-Orient avec « l‘armée Anders » (futur 2e corps polonais).